# Ribamontán al Monte
Ribamontán al Monte település Spanyolországban, Kantábria autonóm közösségben. Ribamontán al Monte Hazas de Cesto, Solórzano, Entrambasaguas, Marina de Cudeyo, Ribamontán al Mar, Bareyo és Meruelo községekkel határos. Lakosainak száma 2538 fő (2024).

## Népesség
A település népessége az elmúlt években az alábbi módon változott:
| Lakosok száma | 1976 | 2007 | 2065 | 2117 | 2186 | 2215 | 2223 | 2276 | 2436 | 2538 |
|               | 2001 | 2004 | 2007 | 2009 | 2012 | 2014 | 2017 | 2019 | 2022 | 2024 |